# فرودگاه نلسن لگون
فرودگاه نلسن لگون (به انگلیسی: Nelson Lagoon Airport) یک فرودگاه همگانی بهره‌برداری هوایی با کد یاتا NLG است که یک باند فرود شن دارد و طول باند آن ۱۲۱۹ متر است. این فرودگاه در شهر نلسون لاگون، آلاسکا کشور ایالات متحده آمریکا قرار دارد و در ارتفاع ۴ متری از سطح دریا واقع شده‌است.